# Jacoona gertrudes
Jacoona gertrudes är en fjärilsart som beskrevs av Schröder och Colin G.Treadaway 1978. Jacoona gertrudes ingår i släktet Jacoona och familjen juvelvingar. Inga underarter finns listade i Catalogue of Life.